# Aeropuerto Internacional Capitán FAP David Abensur Rengifo
El Aeropuerto Internacional Capitán FAP David Abensur Rengifo (IATA:PCL, OACI:SPCL) es un aeropuerto ubicado en la ciudad de Pucallpa, Perú. Se encuentra operado por Aeropuertos del Perú, empresa privada que logró la concesión de dicho aeropuerto en 2006.

## Aerolíneas y destinos

### Vuelos nacionales
| Destinos nacionales del Aeropuerto de Pucallpa PCL LIM IQT TPP | Destinos nacionales del Aeropuerto de Pucallpa PCL LIM IQT TPP | Destinos nacionales del Aeropuerto de Pucallpa PCL LIM IQT TPP | Destinos nacionales del Aeropuerto de Pucallpa PCL LIM IQT TPP | Destinos nacionales del Aeropuerto de Pucallpa PCL LIM IQT TPP | Destinos nacionales del Aeropuerto de Pucallpa PCL LIM IQT TPP | Destinos nacionales del Aeropuerto de Pucallpa PCL LIM IQT TPP | Destinos nacionales del Aeropuerto de Pucallpa PCL LIM IQT TPP |
| -------------------------------------------------------------- | -------------------------------------------------------------- | -------------------------------------------------------------- | -------------------------------------------------------------- | -------------------------------------------------------------- | -------------------------------------------------------------- | -------------------------------------------------------------- | -------------------------------------------------------------- |

### Aerolíneas
| Aerolíneas                 | Ciudades                                       | Aeronave                 | Alianza |
| -------------------------- | ---------------------------------------------- | ------------------------ | ------- |
| LATAM Perú 1 destino       | Nacionales: (1) Lima                           | Airbus A319, Airbus A320 | N/A     |
| Saeta 3 destinos           | Nacionales: (3) Atalaya / Contamana / Tarapoto | BAe Jetstream 32         | N/A     |
| Sky Airline Perú 1 destino | Nacionales: (1) Lima                           | Airbus A320Neo           | N/A     |
| Star Perú 2 destinos       | Nacionales: (2) Iquitos / Lima                 | B737                     | N/A     |

### Destinos nacionales
| Loreto (2 destinos, 1 aerolínea)    |                                                                |                                       |
| Contamana                           | Aeropuerto de Contamana                                        | Saeta                                 |
| Iquitos                             | Aeropuerto Internacional Coronel FAP Francisco Secada Vignetta | Star Perú                             |
| Lima (1 destino, 4 aerolíneas)      |                                                                |                                       |
| Lima                                | Aeropuerto Internacional Jorge Chávez                          | LATAM Perú Sky Airline Perú Star Perú |
| San Martín (1 destino, 1 aerolínea) |                                                                |                                       |
| Tarapoto                            | Aeropuerto Comandante FAP Guillermo del Castillo Paredes       | Saeta                                 |
| Ucayali (1 destino, 1 aerolínea)    |                                                                |                                       |
| Atalaya                             | Aeródromo Tnte. Gral. Gerardo Pérez Pinedo                     | Saeta                                 |

## Aerolíneas que dejaron de operar al Aeropuerto Internacional de Pucallpa
| Lima       |                                                                |                                                                                             |
| Lima       | Aeropuerto Internacional Jorge Chávez                          | Aero Continente / AeroPerú / Faucett / TANS Perú / Wayra Perú / Peruvian Airlines / LC Perú |
| Iquitos    |                                                                |                                                                                             |
| Iquitos    | Aeropuerto Internacional Coronel FAP Francisco Secada Vignetta | Aero Continente / Wayra Perú / Peruvian Airlines                                            |
| San Martín |                                                                |                                                                                             |
| Tarapoto   | Aeropuerto Comandante FAP Guillermo del Castillo Paredes       | Aero Continente / TANS Perú / Wayra Perú                                                    |

## Accidentes
- El 23 de agosto de 2005, el vuelo 204 de TANS Perú se estrelló antes de llegar al terminal aéreo provocando 41 muertos y varios heridos ocasionado por una fuerte tormenta eléctrica en los alrededores de la ciudad de Pucallpa.[3]

- El 24 de diciembre de 1971 el avión del Vuelo 508 de Lansa se desintegró por motivo de un rayo en la zona selvática de Pucallpa dejando a todos los pasajeros muertos, exceptuando una sobreviviente.[4]